# International Federation of Social Workers
Die International Federation of Social Workers (IFSW) (deutsch: Internationaler Verband der Sozialarbeiter) ist eine weltweite Vereinigung von Sozialarbeitern aus mehr als 116 Ländern. Als Dachverband vertritt er 128 Landes-Mitgliedsorganisationen mit ca. 3 Millionen Sozialarbeitern.

## Aufgaben
Der Verband tritt für die soziale Gerechtigkeit und somit auch für die Menschenrechte ein. Des Weiteren geben sie der Profession der Sozialen Arbeit eine Stimme auf internationaler Ebene und sorgen so für soziale Weiterentwicklung.
Vom Wirtschafts- und Sozialrat der Vereinten Nationen (ECOSOC) und vom Kinderhilfswerk der Vereinten Nationen (UNICEF) wurde der IFSW ein beratender Status verliehen. Außerdem arbeitet die IFSW mit der Weltgesundheitsorganisation (WHO), dem Büro des Hohen Flüchtlingskommissars der Vereinten Nationen (UNHCR) und dem Büro des Hohen Kommissars der Vereinten Nationen für Menschenrechte (OHCHR) zusammen.

## Mitglieder
Die nationalen Mitgliedsverbände sind in den fünf "Regional"verbänden organisiert und werden dort aufgeführt, Letztere bilden ihrerseits den "Gesamt"verband. Dieser hat ein Präsidium und ein Generalsekretariat. Die "regionalen" Organisationen haben jeweils ein Exekutivkomitee mit einem Präsidenten. 
Aus den deutschsprachigen Ländern sind folgende nationalen Verbände Mitglied: der Deutsche Berufsverband für Soziale Arbeit e. V., der Österreichische Berufsverband der SozialarbeiterInnen (OBDS) und AvenirSocial als Berufsverband Soziale Arbeit Schweiz.

## Organisation
Die globale Organisation mit Sitz in Rheinfelden (Schweiz) ist das Koordinierungsgremium.

## Regionen
Fünf kontinentale Organisationen leisten die spezifischere Arbeit:

### IFSW Afrika
In Afrika hat die Soziale Arbeit bereits eine lange Geschichte, welche bis in die Vorkolonialzeit zurückreicht. Die Region umfasst derzeit 25 IFSW-Mitglieder. Der Verband leistet seinen Beitrag gegen den komplexen Faktoren Armut, leistet Unterstützung bei der Ausrottung vom Humane Immundefizienz-Virus (HIV), unterstützt die Gleichstellung der Geschlechter und arbeitet an der Stärkung der Gemeinschaft.

### IFSW Asia and Pacific
Die expansivste IFSW-Region ist der asiatisch-pazifische Raum. Dieser erstreckt sich von dem Süden Neuseelands bis hin zur Grenze der Russlands, einschließlich des Nahen Ostens. Der Fokus liegt bei der Sozialarbeit des IFSW Asia and Pacific auf den Kinderhandel, den Klimawandel, die Notfallwiederherstellung und Gesellschaften in Konflikten.

### IFSW Europe
Mitglieder sind 50 europäische Länderorganisationen. Die IFSW wird vertreten in der EU, im Europarat und in den UN-Zentren in den Städten Genf und Wien.
Seit 2009 ist IFSW Europa auch Mitglied der Europäischen Sozialplattform, einem Bündnis repräsentativer europäischer Verbände und Netzwerke von Nichtregierungsorganisationen des sozialen Bereiches.
Präsidentin des Europäischen Exekutivkomitees ist Ana Rădulescu (Rumänien), die Vertreterin für den Europäischen Rat ist Ruth Allen (Vereinigtes Königreich).

### IFSW Latin America and Caribbean (LAC)
Die LAC hat in den letzten fünfzig Jahren eine Eigenidentität entwickelt. Theoretische Fähigkeiten wurden entwickelt die ideologisch positioniert sind. Es wurden Methoden entwickelt, die die spezifischen Pratik der sozialen Disziplinen leiten, und ein starkes ethisch-politisches Engagement für die Anliegen der Völker der Region zum Ausdruck bringen.

### IFSW North America
CASW (Kanada) und NASW (USA) sind derzeit die beiden Mitglieder der Region. Sie leben in zwei verschiedenen politischen Umgebungen und arbeiten zusammen, um den Beruf zu stärken, die Deprofessionalisierung der Sozialarbeit anzugehen und die Bedeutung der Forschung zu evidenzbasierten und bewährten Praktiken anzuerkennen.